# 배핀섬
배핀섬(영어: Baffin Island -, 이누크티투트어: ᕿᑭᖅᑖᓗᒃ/Qikiqtaaluk, 프랑스어: Île de Baffin, 이전 명칭: Baffin Land)은 캐나다에서 가장 큰 섬이자 세계에서 다섯째로 큰 섬이다. 면적은 507,451 km2, 인구는 2021년 조사 기준 13,039명이다. 1616년 북서항로를 탐사하다가 이 섬을 발견한 영국의 탐험가 윌리엄 배핀의 이름을 따서 붙여졌다. 누나부트 준주의 주도인 이칼루이트(인구 약 7,000명)가 남쪽 해안에 자리잡고 있다.

## 지리
섬의 가장 큰 정착지이자 섬이 속한 누나부트 준주의 주도인 이칼루이트(Iqaluit)가 섬의 남동쪽 해안에 위치한다. 이 마을은 과거 프로비셔베이(Frobisher Bay)로 알려져 있었으며 1987년 이누크티투트어 명칭을 복원하였다.
남쪽에는 퀘벡 본토와 섬을 분리하는 허드슨 해협이 있다. 섬 서단의 남쪽에는 퓨리 헤클라 해협이 섬과 본토의 멜빌반도를 분리하고 있다. 동쪽으로는 데이비스 해협과 배핀만 너머에 그린란드가 있다. 서쪽과 북쪽으로는 나머지 북극 제도의 섬들과 폭스만, 부시아만, 랭캐스터 해협을 통해 가로막혀 있다.
섬의 북동쪽 해안 지대에는 배핀 산맥이 늘어서 있으며, 최고점은 2,143~2,147m 높이의 오딘산이다. 그 다음으로 높은 것은 아우유이투크 국립공원 내에 위치한 2,011m 높이의 아스가드산이다. 1,675m 높이의 토르산은 가장 큰 수직 절벽으로 유명하다. 섬 최대의 두 호수가 남중부에 위치해 있는데 면적 5,542km2의 네틸링호와 면적 3,115km2의 아마주아크호이다.